# Липно (Ровненская область)
Липно (укр. Липне) — село во Владимирецкой поселковой общине Варашского района Ровненской области Украины.
До 2020 года входило во Владимирецкий район.
Население по переписи 2001 года составляло 228 человек. Почтовый индекс — 34368. Телефонный код — 3634. Код КОАТУУ — 5620885803.